# Sportclub Austria Lustenau 2014-2015

## Rosa
| N. |                                 | Ruolo | Calciatore         |
| -- | ------------------------------- | ----- | ------------------ |
| 1  | Austria (bandiera)              | P     | Christopher Knett  |
| 4  | Austria (bandiera)              | D     | Dominic Pürcher    |
| 5  | Austria (bandiera)              | D     | Christoph Stückler |
| 6  | Bosnia ed Erzegovina (bandiera) | C     | Adnan Sečerović    |
| 7  | Brasile (bandiera)              | A     | Jailson            |
| 8  | Germania (bandiera)             | C     | Wal Fall           |
| 9  | Austria (bandiera)              | A     | Seifedin Chabbi    |
| 10 | Austria (bandiera)              | C     | Daniel Wolf        |
| 11 | Brasile (bandiera)              | C     | Galvão             |
| 12 | Austria (bandiera)              | A     | Thiago             |
| 13 | Austria (bandiera)              | C     | Marcel Schreter    |
| 14 | Austria (bandiera)              | A     | Alexander Aschauer |

| N. |                      | Ruolo | Calciatore           |
| -- | -------------------- | ----- | -------------------- |
| 15 | Austria (bandiera)   | P     | Nicolas Mohr         |
| 17 | Spagna (bandiera)    | C     | Manuel Romay         |
| 18 | Finlandia (bandiera) | C     | Sebastian Strandvall |
| 20 | Austria (bandiera)   | C     | Daniel Sobkova       |
| 21 | Austria (bandiera)   | C     | Eric Zachhuber       |
| 22 | Austria (bandiera)   | D     | Raphael Nathis       |
| 23 | Austria (bandiera)   | C     | David Ölkü           |
| 24 | Austria (bandiera)   | C     | Mario Bolter         |
| 31 | Austria (bandiera)   | D     | Christoph Kobleder   |
| 33 | Austria (bandiera)   | A     | Dario Tadić          |
| 66 | Austria (bandiera)   | D     | Emanuel Sakic        |
| 70 | Austria (bandiera)   | A     | Yusuf Özüyer         |